# بورتسوو (شهرستان اوفیمسکی، باشقیرستان)
بورتسوو (انگلیسی: Burtsevo, Ufimsky District, Republic of Bashkortostan) یک شهرک در شهرستان اوفیمسکی استان باشقیرستان کشور روسیه است.